# Morningstar Air Express
 (janvier 2021).
Si vous disposez d'ouvrages ou d'articles de référence ou si vous connaissez des sites web de qualité traitant du thème abordé ici, merci de compléter l'article en donnant les références utiles à sa vérifiabilité et en les liant à la section « Notes et références ».
Morningstar Air Express, anciennement Brooker Wheaton Aviation Ltd, est une compagnie aérienne cargo canadienne qui offre des services de nolisement d’avion cargo. Sa base principale est Edmonton.

## Histoire
L'entreprise est fondée à Edmonton en 1970 sous le nom Brooker Wheaton Aviation Ltd,. La société connaît une croissance très rapide due au boom pétrolier des années 1970. Au milieu des années 1980, la société commence à voler pour diverses entreprises de messagerie.
Brooker Wheaton Aviation étend son marché sur ce marché au cours des années suivantes avec l'acquisition de Fairchild Metroliners et de Cessna C208 Caravans à sa flotte. En 1990, la compagnie achète deux Boeing B727 afin d'opérer des contrats pour Fed Ex Canada. À ce moment-là, la flotte d'affrètement d'avions de la société comprend aussi un Canadair Challenger, un Learjet 35 et deux Beechcraft King Airs.
En 1992 la société est renommée et, début 1995, elle remplace son Learjet par un Hawker 700. Au printemps 1995, un quatrième B727 est acquis. En décembre 1996, Morningstar ouvre une base de maintenance supplémentaire à l’aéroport international d’Edmonton afin de soutenir l’opération B727. En 1998, le contrat de location entre Metroliner et Federal Express Canada est annulé, mais remplacé par deux caravanes louées Cessna C208, exploitées à Vancouver et à Montréal. En 2001, Morningstar établit une autre base de maintenance à Montréal avec un C208 supplémentaire, installé par Federal Express Canada. En 2004, tous les B727-100 sont convertis en B727-200, augmentant considérablement la capacité de charge. La même année, Federal Express Canada transfère sa principale installation de tri de Hamilton à Toronto. Morningstar exploite dès lors sa flotte de B727 à partir de l'aéroport Pearson de Toronto.
En 2005, un avion Cessna 208B Super Cargomaster de la compagnie a un accident à Winnipeg ; le pilote, seul occupant, a été tué dans le crash.
Fin 2007, Morningstar acquiert un ATR-42 qui fonctionne à partir de février 2008 pour Federal Express Canada. En mars 2008, un cinquième B727-200 est ajouté à la flotte de Morningstar. En 2009, Morningstar Air Express signe un contrat de dix ans avec Federal Express Canada. Le remplacement du parc de Boeing débute en 2010. Morningstar réceptionne ses deux premiers Boeing B757-200 en juillet 2010, remplaçant les cinq B727-200 par cinq B757-200 avant la fin de l'année 2011. Un ATR-72 entre en service en janvier 2013 pour remplacer son prédécesseur et un sixième B757-200 entre en service en novembre 2015. Un autre B757-200 est acquis en 2017, ainsi qu'un avion supplémentaire C208B.
Morningstar Air Express est basé à Edmonton depuis l'hiver 2012. La compagnie aérienne propose ses services cargo au Canada, notamment Vancouver, Calgary, Edmonton, Winnipeg, Toronto, Montréal, Québec, Moncton et Halifax.